# BareNaked (singolo)
BareNaked è il singolo di lancio del quarto album di inediti dell'attrice e cantante Jennifer Love Hewitt, BareNaked. È il più fortunato dei due estratti dall'album, raggiungendo il sesto posto in Australia, il trentunesimo nell'Adult e il ventiquattresimo nella Bubbling Under Hot 100.
È stato inserito in due episodi di Ghost Whisperer - Presenze, serie in cui recita la Hewitt, in Scomparsi (1x20) e Il collezionista (2x20).

## Tracce
1. BareNaked (Album Version)
2. BareNaked (Radio Version)
3. First Time (Album Version)
4. Rock The Roll (Album Version)

## Classifiche
| Classifica (2002)        | Posizione più alta |
| ------------------------ | ------------------ |
| Australia                | 6                  |
| Nuova Zelanda            | 26                 |
| Paesi Bassi              | 73                 |
| Stati Uniti (Mainstream) | 25                 |
| Stati Uniti (Adult)      | 31                 |
| Stati Uniti              | 124                |